# Прапроче в Тухињу
Прапроче в Тухињу (словен. Praproče v Tuhinju) је насељено место у општини Камник, Средњесловенска регија, Словенија.

## Историја
До територијалне реорганизације у Словенији било је у саставу старе општине Камник.

## Становништво
У попису становништва из 2011. године, Прапроче в Тухињу је имало 24 становника.
| Број становника према пописима | Број становника према пописима | Број становника према пописима |
| ------------------------------ | ------------------------------ | ------------------------------ |
| 1991                           | 2002                           | 2011                           |
| 18                             | 20                             | 24                             |

Напомена: До 1955. исказивано под именом Прапроче.